# 増田敏男
増田 敏男（ますだ としお、1929年（昭和4年）4月20日 - ）は、日本の政治家。衆議院議員（5期）、熊谷市長（2期）を歴任した。

## 所属
所属政党は自由民主党→新生党→新進党→自由民主党と変わっていて、3回目で自由民主党に復党している。所属派閥は宮沢派→加藤派→堀内派→亀井派と3回変わっている。2005年に引退するまで、小島敏男とコスタリカ方式をとった. 

## 来歴
埼玉県熊谷市出身で埼玉県立熊谷高等学校を中退。
1959年5月、熊谷市議会議員に初当選する。
1967年4月、埼玉県議会議員に当選。
1981年3月、第82代埼玉県議会議長に就任した。
1982年5月、熊谷市長に初当選したが、1986年6月、熊谷市長を辞職。同7月、衆議院議員選挙旧埼玉3区で落選。
1990年2月、衆議院議員選挙旧埼玉3区で初当選。同3月、衆議院地方行政委員会理事となる。
1993年8月、国土政務次官に就任し、1996年1月、衆議院農林水産委員会理事となる。同11月、衆議院農林水産委員会筆頭理事、衆議院地方行政委員会筆頭理事を務める。1997年1月、衆議院建設委員会筆頭理事となる。1998年8月、衆議院農林水産委員会理事、衆議院文教委員会理事、自由民主党政務調査会内閣部会長となる。
1999年10月、国土総括政務次官に就任。
2000年3月、有珠山噴火非常災害現地対策本部長に就任。同7月、衆議院地方行政委員長となる。同12月、労働総括政務次官に就任。
2001年1月、厚生労働副大臣に就任。同4月、自由民主党埼玉県支部連合会長に就任。同5月、自由民主党政務調査会副会長に就任。
2002年10月、法務副大臣に就任し、2003年、衆議院法務委員長となる。
2005年8月、政界での活動を引退した。